# Berlin Thunder
I Berlin Thunder sono stati una squadra di football americano tedesca con sede nella città di Berlino, fondata nel 1999 e scioltasi nel 2007.
Con l'avvio della ELF è stata fondata e affiliata alla nuova lega una nuova squadra che porta lo stesso nome.

## Dettaglio stagioni

### Tornei internazionali

#### NFLE
| Stagione | regular season | regular season | regular season | regular season | regular season | regular season | playoff | playoff | playoff | playoff | playoff | playoff    | playoff            |
|          | Vin            | Par            | Per            | Tot            | PF             | PS             | Vin     | Per     | Tot     | PF      | PS      | risultato  | avversaria         |
| -------- | -------------- | -------------- | -------------- | -------------- | -------------- | -------------- | ------- | ------- | ------- | ------- | ------- | ---------- | ------------------ |
| 1999     | 3              | 0              | 7              | 10             | 173            | 308            | -       | -       | -       | -       | -       | -          | -                  |
| 2000     | 4              | 0              | 6              | 10             | 189            | 249            | -       | -       | -       | -       | -       | -          | -                  |
| 2001     | 6              | 0              | 4              | 10             | 270            | 239            | 1       | 0       | 1       | 24      | 17      | Campioni   | Barcelona Dragons  |
| 2002     | 6              | 0              | 4              | 10             | 231            | 188            | 1       | 0       | 1       | 26      | 20      | Campioni   | Rhein Fire         |
| 2003     | 3              | 0              | 7              | 10             | 248            | 318            | -       | -       | -       | -       | -       | -          | -                  |
| 2004     | 9              | 0              | 1              | 10             | 289            | 195            | 1       | 0       | 1       | 30      | 24      | Campioni   | Frankfurt Galaxy   |
| 2005     | 7              | 0              | 3              | 10             | 241            | 191            | 0       | 1       | 1       | 21      | 27      | World Bowl | Amsterdam Admirals |
| 2006     | 2              | 1              | 7              | 10             | 180            | 241            | -       | -       | -       | -       | -       | -          | -                  |
| 2007     | 2              | 0              | 8              | 10             | 246            | 207            | -       | -       | -       | -       | -       | -          | -                  |
| Totale   | 42             | 1              | 47             | 90             | 2067           | 2136           | 3       | 1       | 4       | 101     | 88      |            |                    |

Fonti: Enciclopedia del Football - A cura di Roberto Mezzetti

## Palmarès
- World Bowl: 3

2001, 2002, 2004

## Giocatori degni di nota
- Richard Adjei - LB (2007)
- David Akers - K (1999)
- Thorsten Samulewitz - DL (1999)
- Chris Barclay - RB (2007)
- Lang Campbell - QB (2005)
- Travis Lulay - QB (2007)
- Rohan Davey - QB (2004)
- Anthony Floyd - S (2005)
- Chas Gessner - S (2004)
- Ben Hamilton - C (2002)
- Madre Hill - RB (2001)
- Israel Idonije - DE (2004)
- Dave Ragone - QB (2005)
- Brian Simnjanovski - P/K (2005)
- Brian Waters - C/OG (2000)
- Phil Stambaugh - QB (2003)
- Ahmad Hawkins - CB (2002)
- Tony Pape - G (2005)